# Martiniquereuzenrat
De Martiniquereuzenrat (Megalomys desmarestii) is een uitgestorven rijstrat uit Martinique in de Caraïben.

## Uiterlijke kenmerken
De Martiniquereuzenrat was de grootste soort van het geslacht Megalomys. De kopromplengte bedroeg ongeveer 36 cm met een staart van circa 33 cm lang en een gewicht van rond de 1 kg. De Martiniquereuzenrat had een relatief kleine kop met een korte snuit.

## Leefwijze
De Martiniquereuzenrat foerageerde op de grond en verschool zich in holen. Het voedsel bestond uit zaden, fruit en noten. De Martiniquereuzenrat was actief tijdens de schemering. Het dier zat vaak in het water, maar zwom nooit ver van het eiland en het is niet bekend hoe het op het eiland terechtgekomen is.

## Uitsterven
De Martiniquereuzenrat was aan het einde van de negentiende eeuw nog algemeen op Martinique. Het dier was aldaar een plaag voor de kokosnootplantages. Men ondernam stappen om ze uit de roeien en er werd op gejaagd als voedsel. Ook bejaging door ingevoerde mangoesten zorgde voor afname van de populatie. Op 8 mei 1902 barstte de vulkaan Mont Pelée uit en verwoestte deze het eiland. Twee personen overleefden de uitbarsting en sindsdien is de Martiniquereuzenrat niet meer waargenomen.
Exemplaren van de Martiniquereuzenrat bevinden zich in de collecties van drie natuurhistorische musea: het Muséum national d'histoire naturelle in Parijs (zes exemplaren, waarvan drie opgezet, één op ethanol en één op formaline), het Naturalis in Leiden (opgezet exemplaar en schedel) en het Natural History Museum in Londen.